# Аристократія (стан)
Аристокрáтичний стан, аристокрáтія (від грец. αριστοκρατία, ἀριστεύς — найкращий і κρατεῖν — правити, тобто влада найкращих) — привілейований прошарок населення або правлячої верхівки. Зазвичай це спадкове шляхетство, вищий стан, привілейована соціальна група, верства або прошарок традиційного суспільства з особливим статусом, котрий має виняткові права, переваги та можливості у порівнянні з іншими соціальними групами, верствами, прошарками. Часом термін аристократія використовується і для панівної верхівки сучасних суспільств, хоч переважно в негативному сенсі.

## Загальна характеристика
В сучасній мові під аристократією розуміють представників вищого прошарку суспільства, які успадкували багатство та знатність за походженням. В рабовласницькому суспільстві до аристократії належали багаті родини рабовласників. В епоху феодалізму аристократія — титулована і багата верхівка панівного класу, знаті (князі, герцоги, лорди, графи, барони, вищі церковні сановники, придворні кола дворянства). Після соціальних революцій в низці європейських держав аристократія була усунута від влади; в деяких країнах, наприклад, в Англії, вона зрослася з великою буржуазією і значною мірою зберегла свої земельні багатства, привілеї, титули і політичні права.

## Теорія Платона
За Платоном, аристократія — ідеальна модель державного устрою. Головні риси аристократії за версією Платона:
- основа устрою — праця рабів;
- державою керують філософи;
- наріжним каменем устрою держави є воїни та аристократи;
- нижчу ланку займають ремісники;
- все населення поділене на три частини;
- філософи та військові не повинні мати приватну власність.

### Додаткова література
- О. Траверсе . Аристократія // Політична енциклопедія / редкол.: Ю. Левенець (голова), Ю. Шаповал (заст. голови). — К. : Парламентське видавництво, 2011. — С. 39. — ISBN 978-966-611-818-2.